# Răsuceni
Răsuceni é uma comuna romena localizada no distrito de Giurgiu, na região de Muntênia. A comuna possui uma área de 79.32 km² e sua população era de 2498 habitantes segundo o censo de 2007.